# Leo Santifaller
Leo Santifaller (Castelrotto, 24 luglio 1890 – Vienna, 5 settembre 1974) è stato uno storico e medievalista austriaco.

## Biografia
Il figlio di un notaio provenne da una famiglia sudtirolese originaria di Selva di Val Gardena che nel Seicento si trasferì a Castelrotto. Grazie alla conoscenza dello storico Oswald Redlich Santifaller optò per gli studi storici a Innsbruck. Dopo la sua promozione, Santifaller diresse dal 1921 al 1926 il nuovo Archivio di Stato di Bolzano. Nel 1927 Paul Fridolin Kehr lo chiamò a diventare collaboratore delle Monumenta Germaniae Historica (MGH) a Berlino. Nel 1929 Santifaller divenne professore universitario a Breslavia e nel 1943 a Vienna, ove insegnò sino al 1962.

## Pubblicazioni
- Die Abkürzungen in den ältesten Papsturkunden (788–1002) (Historisch-diplomatische Forschungen, 4), Weimar, Böhlau, 1939.
- Beiträge zur Geschichte der Beschreibstoffe im Mittelalter, mit besonderer Berücksichtigung der päpstlichen Kanzlei, MIÖG Ergänzungsband 16, 1953.
- Das Brixner Domkapitel in seiner persönlichen Zusammensetzung im Mittelalter (Schlern-Schriften, 7), Innsbruck, Wagner, 1924.
- Zur Geschichte des Ottonisch-Salischen Reichskirchensystems, 2ª ediz., Graz-Vienna, Böhlau, 1964.
- 1100 Jahre österreichische und europäische Geschichte in Urkunden und Dokumenten des Haus-, Hof- und Staatsarchivs, Vienna, Österreichische Staatsdruckerei, 1949.
- Der Liber diurnus (Studien und Forschungen), Stoccarda, Hiersemann, 1976.
- Die Urkunden der Brixner Hochstifts-Archive 845–1295, Innsbruck, Wagner, 1929.
- Urkundenforschung. Methoden, Ziele, Ergebnisse, 4ª ediz., Vienna, Böhlau, 1986.
- Über die Verbalinvokation in Urkunden (Sitzungsberichte der Österreichischen Akademie der Wissenschaften, Phil.-hist. Klasse, 237,2), Graz-Vienna, Böhlau, 1961.

## Onorificenze
1970 - Premio Wilhelm Hartel